# غولة غولة
غولة غولة هي قرية في مقاطعة تكاب، إيران. يقدر عدد سكانها بـ 124 نسمة بحسب إحصاء 2016.